# 廣東中加柏仁學校

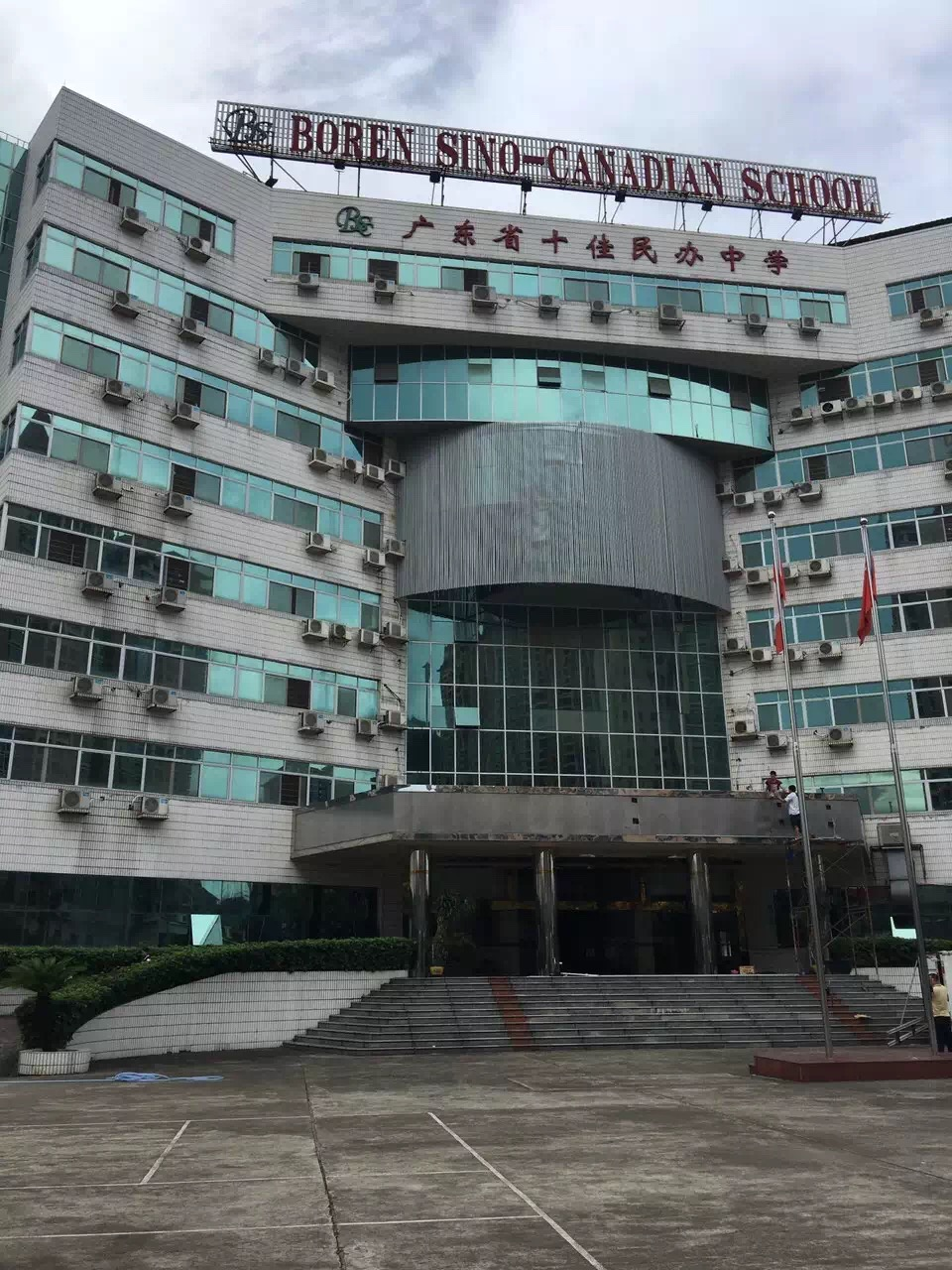
廣東中加柏仁學校

廣東中加柏仁學校（英語：Boren Sino-Canadian School），簡稱中加學校，是一所全日制高中，是與加拿大安大略省教育局在中華人民共和國設立的一所加拿大海外學校（英語：Canadian Oversea School）。學校設有小學部、初中部及高中部，高中部為學校重心。

## 學校歷史
成立於1999年，學校方面表示為加拿大安大略省第一間設立在中華人民共和國的一間中學。
2003年，廣東省教育廳頒發廣東省十佳民辦學校予該校。
2009年3月，安大略省委派檢察官Jim Leonard至校園監察及評鑑，給予非常高的評價。

## 學校課程
小學部設有中華人民共和國教育局規定之學科，同時也有少部分英語科目，由於學生來至許多國家，更設立了韓文、西班牙文等課程。
初中部與小學部相同但對英語科目的比例較重。
高中部除高一還有少部分中方科目外，其餘年級均全依據加拿大安大略省頒布的教學大綱來教學。

## 師資
有一名中方校長，及數十位中國教師，也有少部分香港教師，但大多擔任主任以上之職位。但中方教師可管轄範圍只限於高一以下。
有一名加拿大校長，也有十餘位加拿大教師及少數菲律賓教師，多數均為安大略省教育局指派的。大多教高二及高三，管轄範圍也只有高二及高三。

## 學生
該校學生來自世界各國，有來自中華人民共和國（包含香港、澳門）、韓國、委內瑞拉、奧地利、加拿大、巴西等國。
高一以上學生均配有一個安大略省教育局的學生編號。

## 概況
加拿大安大略省教育局編號為879363。

## 資料來源
- 加拿大安大略省教育局 （页面存档备份，存于）
- 廣東中加柏仁學校